# Soprano lírica
La soprano lírica és un matís dins del registre vocal de la soprano. El seu registre és de dos octaves, del do central al do sobreagut. En aquest tipus de veus, el més prioritari és la línia vocal, el control de la respiració, la subtilesa dramàtica, la riquesa tímbrica i altres mètodes d'interpretació per tal de donar dramatisme al rol. Solen ser veus amb uns greus més ferms i un registre central més madur que les sopranos lleugeres. La soprano lírica té uns aguts més limitats i un timbre més obscur i amb més cos que el de la soprano lleugera.

## Rols
Alguns dels rols més emblemàtics són:
- Mimì, de La Bohème, de Puccini
- Micaera, de Carmen, de Bizet
- Lucia, de Lucia di Lammermoor, de Donizetti
- Elvira, de La sonnambula, de Bellini
- Susanna, de Les noces de Fígaro, de Mozart

## Cantants
Algunes de les més conegudes sopranos líriques són:
- Renata Tebaldi
- Anna Netrebko
- Montserrat Caballé
- Victoria de los Ángeles
- Kerry Ellis